# Ящик смерти
«Ящик смерти» (англ. The Killing Box) — кинофильм ужасов 1993 года. Другие варианты названия — англ. Ghost Brigade и англ. Grey Knight.

## Сюжет
Времена Гражданской войны в США. 28 декабря 1862 года полк конфедератов попал в окружение, названное «ящиком смерти». Командир отряда, полковник Стрэйн, был ранен, но остался жив. Год спустя в том же проклятом месте были зверски распяты федералисты, после чего убийства не прекращались, но погибать стали все подряд. Генерал федералистов посылает капитана Херлинга выследить и уничтожить убийц. Но беда в том, что те, с кем им придется иметь дело, уже не были людьми. Они стали кем-то вроде зомби.

## В ролях
- Корбин Бернсен — полковник Стрэйн
- Эдриан Пасдар — капитан Херлинг
- Рэй Уайз — полковник Тэмлан
- Синди Уильямс — Ребекка
- Роджер Уилсон — майор Элкинс
- Алексис Аркетт — капрал Доусон
- Джон Эванс — лейтенант Риджис
- Билли Торнтон — Лэнгстон
- Джефферсон Мэйс — Мартин Брэдли
- Дэвид Аркетт — Мёрфи
- Дин Кэмерон — Борн
- Мартин Шин — генерал Хоурс